# Thomas M. Disch
Thomas Michael Disch, född 2 februari 1940, död 4 juli 2008, var en amerikansk science fiction-författare och poet. 
Han debuterade under tidigt sextiotal och var aktiv till sin död 2008. 
Han var nominerad till Hugopriset två gånger och Nebulapriset nio gånger, och vann Hugon för fackboken The Dreams Our Stuff Is Made Of (1998) som handlar om science fiction.[källa behövs]
Disch hörde till de författare som förnyade science fiction-genren under 1960-talet, och han umgicks i kretsarna kring Michael Moorcock och Moorcocks tidskrift New Worlds.
Han blev känd även för sin barnbok The Brave Little Toaster, vilken senare filmatiserades som den tecknade Den modiga brödrostens äventyr.
Disch begick självmord 2008 efter en tids depression.